# Bur Lintang (berg i Indonesien, lat 4,02, long 97,23)
Bur Lintang är ett berg i Indonesien.   Det ligger i provinsen Aceh, i den västra delen av landet, 1 600 km nordväst om huvudstaden Jakarta. Toppen på Bur Lintang är 1 244 meter över havet.
Terrängen runt Bur Lintang är bergig åt sydväst, men åt nordost är den kuperad. Runt Bur Lintang är det ganska glesbefolkat, med 23 invånare per kvadratkilometer. I omgivningarna runt Bur Lintang växer i huvudsak städsegrön lövskog.